# Tom Sanders

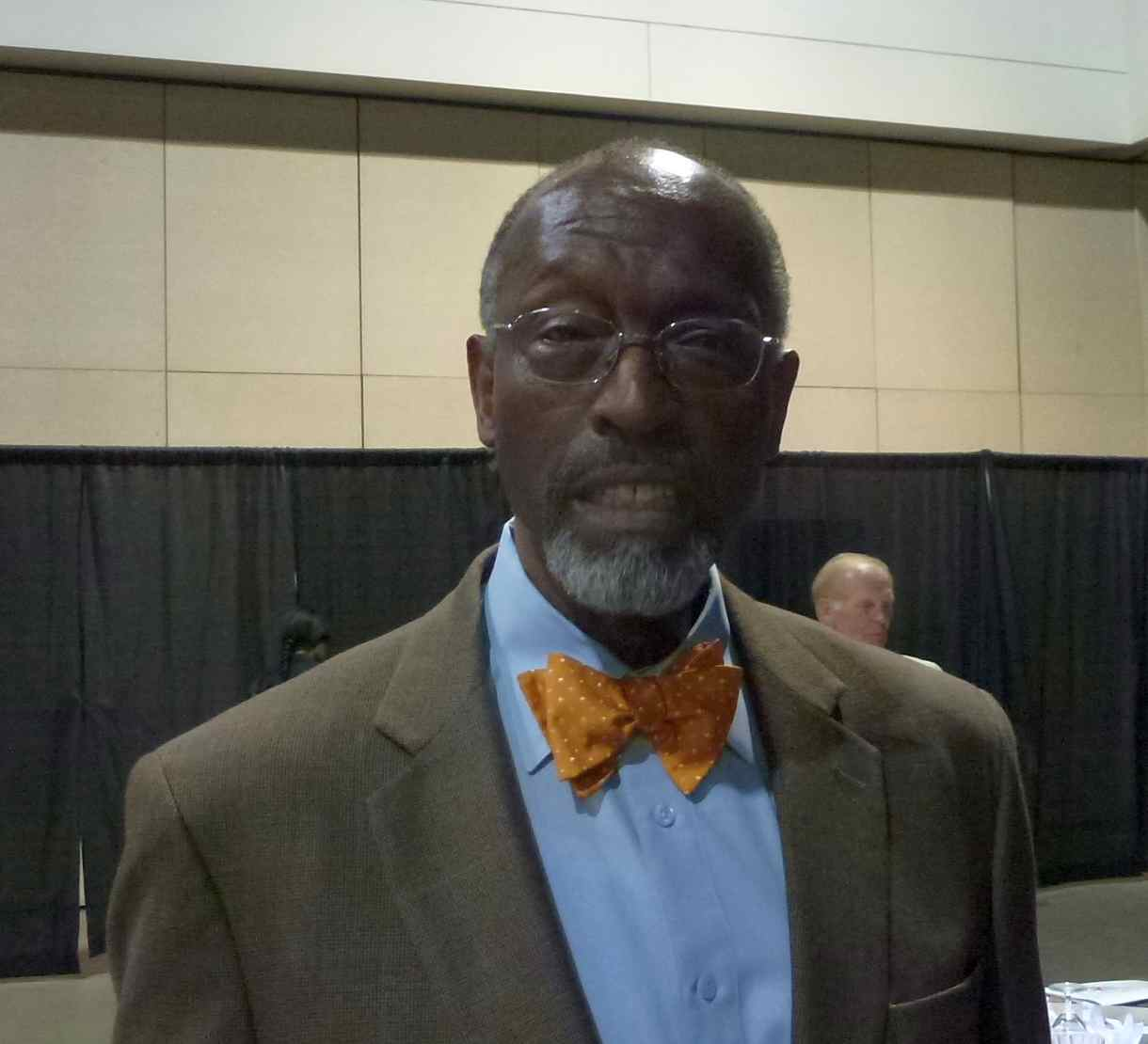
Thomas Satch Sanders no jantar de indução do Hall da Fama do Basquetebol da Nova Inglaterra, quando ele estava sendo introduzido no Hall da Fama.

Thomas Ernest "Satch" Sanders (Cidade de Nova Iorque, 8 de novembro de 1938) é um ex-jogador e treinador de basquetebol profissional e colegial. Jogava como pivô.